# Air Training Corps
L'Air Training Corps (« Corps de formation aérienne » en français, abrégé en ATC) est un mouvement de jeunesse du Royaume-Uni. Il est sponsorisé par la Royal Air Force et le Ministry of Defence, et la plupart du personnel du corps comprend des bénévoles.
Bien que beaucoup d'élèves officiers (cadets) s'engagent dans la Royal Air Force ou dans d'autres forces militaires, l'Air Training Corps n'est pas une organisation de recrutement militaire.
L'adhésion des cadets peut commencer au début de l'année scolaire Year 8 (l'équivalent britannique de la cinquième française), et l'adhésion termine quand les cadets ont 18 ans. Pendant leur adhésion, les cadets de l'Air Training Corps peuvent participer à de nombreuses activités comme le sport, le tir, l'avion, le deltaplane, et la fanfare, ainsi que de la formation qui entraîne un diplôme BTEC (ce qui équivaut un diplôme GCSE) des études aéronautiques.

## Historique

### Fondation
L'Air Commodore Sir John Adrian Chamier est reconnu comme le « Père fondateur » de l'Air Training Corps. Il était pilote dans le Royal Flying Corps (le précurseur de la Royal Air Force), puis il s'est engagé dans la Royal Air Force en 1918, et puis il est devenu secrétaire général de l'Air League (une organisation créée pour souligner l'importance de l'aviation militaire) après avoir pris sa retraite de la RAF en 1929 ; à cause de ses expériences et ses souvenirs d'autres jeunes hommes qui n'ont reçu que plusieurs heures de formation et qui ont été ensuite tués par leurs ennemis bien entraînés, l'Air Commodore Sir John Chamier a fondé son corps aéronautique pour des élèves officiers (cadets) : l'Air Defence Cadet Corps.

### Air Defence Cadet Corps
L'Air Defence Cadet Corps (abrégé en ADCC) a été fondé en 1938 par Air Commodore Chamier pour fournir aux jeunes hommes de la formation aéronautique. Ce corps était extrêmement populaire, et il y avait des milliers de recrues ; donc, en 1941, pour fournir au corps les moyens de donner aux jeunes hommes la formation nécessaire pour ensuite s'engager dans la Royal Air Force, l'ADCC a été officiellement établi et reconnu comme l'Air Training Corps.

### Air Training Corps
Le 5 février 1941, l'Air Training Corps a été officiellement établi, et le roi George VI est devenu son Air Commodore-in-Chief. Pendant le premier mois de l'Air Training Corps, le nombre de membres s'est agrandi énormément (il a presque doublé), et un nouvel 
insigne a été dessiné et distribué en août, avec la devise (motto) « Venture Adventure » ayant été adoptée et incorporée là-dessus.
Avant les années 1980, les femmes étaient interdites de s'engager dans l'Air Training Corps, mais il y avait un autre corps qui s'appelait le Girls Venture Corps, dans lequel les femmes pouvaient s'engager. Le corps susmentionné existe encore, mais il se peut que l'Air Training Corps lui fasse de l'ombre à cause de sa taille et le financement qu'il reçoit du Ministry of Defence.
Avant 2008, les cadets du corps devaient faire beaucoup d'apprentissage avant d'obtenir la classification ou le diplôme First Class. Les matières de ce diplôme comprenaient l'Air Training Corps lui-même, la Royal Air Force, l'histoire de l'aviation (History of Flight), la formation pour des expéditions (Initial Expedition Training), les communications (Basic Communications), et le professionnalisme aéronautique (Airmanship). Cependant, en mai 2008, le programme de formation a été changé pour réduire la dissuasion d'engagement que les nouveaux cadets ont exprimée à cause des examens ; en mars 2016, le programme a été changé encore, et un nouveau « programme de formation progressive » (Progressive Training Programme) a été introduit, avec quatre niveaux de chaque badge (bleu, bronze, argent, et or).

## Structure et organisation du corps
Le Royaume-Uni est  divisé en six régions (regions), qui sont divisées en plusieurs escadres (wings). Dans ces escadres se trouvent les escadrons (squadrons) du corps, où les cadets font leurs activités hebdomadaires ou bihebdomadaires ; on trouve aussi des escadrilles détachées (detached flights), ce qui équivaut aux escadrons dans des villes qui ne sont pas assez grandes pour entretenir un groupe de 30 cadets, ou même dans des villes si grandes qu'elles nécessitent une base supplémentaire. En 2019, il y a plus de 912 escadrons et plus de 40 escadrilles dans l'Air Training Corps.

### Régions et escadres
Le Royaume-Uni est divisé en six régions (regions) : Central & East Region, London & South East Region, North Region, Scotland & Northern Ireland Region, South West Region, and Wales & West Region. Ces six régions sont divisées en plusieurs escadres (wings).
| Central & East                       | London & South East | North                         | Scotland & Northern Ireland | South West                     | Wales & West       |
| ------------------------------------ | ------------------- | ----------------------------- | --------------------------- | ------------------------------ | ------------------ |
| Bedfordshire & Cambridgeshire Wing   | London Wing         | Central & East Yorkshire Wing | North Scotland Wing         | Bristol & Gloucestershire Wing | Merseyside Wing    |
| Hertfordshire & Buckinghamshire Wing | Kent Wing           | Cumbria & Lancashire Wing     | South East Scotland Wing    | Devon & Somerset Wing          | No. 1 Welsh Wing   |
| Norfolk & Suffolk Wing               | Essex Wing          | Durham/Northumberland Wing    | West Scotland Wing          | Dorset & Wilts Wing            | No. 2 Welsh Wing   |
| South & East Midlands Wing           | Middlesex Wing      | Greater Manchester Wing       | Central Scotland Wing       | Hampshire & Isle of Wight Wing | No. 3 Welsh Wing   |
| Trent Wing                           | Surrey Wing         | South & West Yorkshire Wing   | Northern Ireland Wing       | Plymouth & Cornwall Wing       | Staffordshire Wing |
| Warwickshire & Birmingham Wing       | Sussex Wing         |                               |                             | Thames Valley Wing             | West Mercian Wing  |

Headquarters Royal Air Force Air Cadets (HQ RAFAC, autrefois Headquarters Air Cadets ou HQAC) est le nom du quartier général de l'Air Training Corps, et il se trouve à RAF Cranwell à Lincolnshire. RAF Cranwell est une base aérienne très importante de la Royal Air Force, car s'y trouve RAF College Cranwell, où les officiers de la RAF font leur formation.

## Culture

### Buts et serment
Il y a trois buts de l'Air Training Corps, et ils ont été reconnus et approuvés officiellement par la reine Élisabeth II :
- To promote and encourage among young men and women a practical interest in aviation and the Royal Air Force (« promouvoir et encourager chez les jeunes hommes et femmes un intérêt pratique pour l'aviation et la Royal Air Force »);
- To provide training which will be useful in both the Armed Forces and civilian life (« fournir une formation qui sera utile à la fois dans les Forces armées et dans la vie civile »);
- To foster a spirit of adventure and to develop the qualities of leadership and good citizenship (« favoriser l'esprit d'aventure et développer les qualités de leadership et de civisme »).

Lors de l'enrôlement dans l'ATC, chaque cadet doit faire le serment suivant, généralement pendant une cérémonie présidée par l'aumônier ou le commandant de l'escadron :
"I, [Full Name], hereby solemnly promise on my honour to serve my Unit loyally and to be faithful to my obligations as a member of the Air Training Corps. I further promise to be a good citizen and to do my duty to the Queen, my Country and my Flag."
« Je, [nom complet], promets solennellement sur mon honneur de servir mon unité loyalement et d'être fidèle à mes obligations en tant que membre de l'Air Training Corps. Je promets en outre d'être un bon citoyen et de faire mon devoir envers la Reine, mon pays et mon drapeau. »

### Enseigne
L'enseigne de l'Air Training Corps est levée (ou hissée) pour chaque défilé et descendue au crépuscule. L'enseigne est levée par un cadet ou un sous-officier, et un salut est fait par un officier de l'escadron pendant ce processus, normalement l'officier commandant. En outre, tous les officiers en vue du drapeau ou à portée de voix du sifflement doivent s'arrêter et faire un salut pendant le processus, et tous les cadets doivent s'arrêter aussi.

### Uniforme
Tous les cadets de l'Air Training Corps portent un uniforme qui ressemble à l'uniforme du personnel de la Royal Air Force. L'uniforme standard comprend une chemise bleu foncé et un pantalon bleu-gris ou une jupe bleue-grise, ainsi qu'un pull bleu-gris à col en V et des chaussures (et des chaussettes) noires. Les cadets doivent aussi porter un béret et un brassard, sur lequel se trouvent les badges du corps et l'insigne de l'escadron, ainsi que les badges qu'ils obtiennent.
Les cadets ont aussi un uniforme habillé ; ils reçoivent aussi une chemise bleu clair et une cravate noire qu'ils portent pendant de grandes occasions. Ils portent aussi une tenue de camouflage pendant des expéditions ou des activités physiques, et cette tenue peut être soit en camouflage DPM (Disruptive Pattern Material) soit en camouflage MTP (Multi-Terrain Pattern), avec des bottes noires.

## Grades des cadets
L'adhésion des cadets peut commencer au début de l'année scolaire Year 8 (l'équivalent britannique de la cinquième française), et l'adhésion termine quand les cadets ont 18 ans. Ils commencent avec le grade de « cadet » et ils ne portent aucun insigne sur leurs épaulettes, mais à mesure qu'ils deviennent plus expérimentés, ils peuvent être promus à un grade supérieur (à la discrétion de l'officier commandant de l'escadron) ; ces grades font partie des sous-officiers des cadets (Cadet Non-Commissioned Officers, ou Cadet NCOs).

### Sous-officiers des cadets
À mesure que les cadets deviennent plus expérimentés, ils peuvent être promus à un grade supérieur ; ces grades font partie des sous-officiers des cadets (Cadet Non-Commissioned Officers, ou Cadet NCOs).
Le premier grade s'appelle Cadet Corporal (Cdt Cpl), et les cadets de ce grade portent un insigne avec deux chevrons sur leurs épaulettes. Le prochain grade s'appelle Cadet Sergeant, et ces cadets portent un insigne avec trois chevrons. Le troisième grade de NCO s'appelle Cadet Flight Sergeant (Cdt FS), et ces cadets portent un insigne avec trois chevrons et une couronne sur leurs épaulettes. Finalement, le quatrième grade s'appelle Cadet Warrant Officer (CWO), et ces cadets portent un insigne avec une grande couronne sur leurs épaulettes.
| Cadet       | Cadet Corporal | Cadet Sergeant | Cadet Flight Sergeant | Cadet Warrant Officer |
| ----------- | -------------- | -------------- | --------------------- | --------------------- |
| No insignia |                |                |                       |                       |
| Cdt         | Cdt Cpl        | Cdt Sgt        | Cdt FS                | CWO                   |

Il est courant dans l'ATC d'abréger ces grades en supprimant le préfixe « cadet », sauf le grade Cadet Warrant Officer, pour lequel il faut garder ce préfixe. Bien qu'il faille qu'on ait plus de 18 ans pour devenir Cadet Warrant Officer, ces cadets ne sont pas appelés « Sir » ou « Ma'am », mais « Cadet Warrant » ou « Warrant Officer ».

## Grades du personnel
Il y a trois catégories de personnel qui se trouvent dans un escadron : officiers, sous-officiers adultes, et instructeurs civils. Les officiers et les sous-officiers adultes portent un uniforme officiel de la Royal Air Force, et ils doivent faire de la formation à RAF College Cranwell ; cependant, les instructeurs civils ne doivent pas porter un uniforme, mais ils doivent posséder un certificat avancé du Disclosure and Barring Service qui montre des condamnations ou des avertissements qu'ils ont reçus de la police.

### Officiers
Les escadrons sont normalement commandés par des Flight Lieutenants ou des Squadron Leaders, mais on peut trouver aussi d'autres membres du personnel avec d'autres grades dans les escadrons, comme des Pilot Officers ou des Flying Officers. Il y a aussi des grades plus supérieurs, ce qui comprennent Wing Commander et Group Captain, et la personne qui détient l'autorité suprême sur le corps possède le grade de Air Commodore et le rôle de Commandant Air Cadets.
| Acting Pilot Officer RAFAC | Pilot Officer RAFAC | Flying Officer RAFAC | Flight Lieutenant RAFAC | Squadron Leader RAFAC | Wing Commander RAFAC | Group Captain | Air Commodore |
| -------------------------- | ------------------- | -------------------- | ----------------------- | --------------------- | -------------------- | ------------- | ------------- |
|                            |                     |                      |                         |                       |                      |               |               |
| A/Plt Off                  | Plt Off             | Fg Off               | Flt Lt                  | Sqn Ldr               | Wg Cdr               | Gp Capt       | Air Cdre      |

À l'inverse de l'Armée de l'air française, les grades de la Royal Air Force (et donc des officiers de l'Air Training Corps) sont fondés sur le schéma des grades de la Marine. Les galons de la RAF sont composés de deux bandes noires encadrant une bande bleu clair. Un double galon fait deux fois la taille d'un galon normal et un demi-galon fait une demi-fois cette taille.
Tous les grades de Acting Pilot Officer à Wing Commander utilisent le suffixe « (RAFAC) », qui signifie « Royal Air Force Air Cadets »; cependant, il existe deux types du grade de Group Captain : Group Captain et Group Captain (RAFAC). Des Group Captains qui remplissent le rôle de commandant régional (Regional Commander) sont commissionnés en tant que membres de la Royal Air Force et portent donc l'insigne du grade de Group Captain standard, et le grade de Group Captain (RAFAC) n'est détenu que par l'ambassadeur honoraire des Air Cadets, ce qui est actuellement Carol Vorderman.

### Sous-officiers adultes
Comme les sous-officiers des cadets, des adultes peuvent aussi être un sous-officier. Leurs insignes ressemblent à ceux de leurs homologues plus jeunes, mais avec de petites différences.
| Acting Sergeant RAFAC | Sergeant RAFAC | Flight Sergeant RAFAC | Warrant Officer RAFAC |
|                       |                |                       | ou                    |
| A/Sgt                 | Sgt            | FS                    | WO                    |

Il y a deux types d'insigne pour le grade de Warrant Officer RAFAC : une couronne et les armoiries royales du Royaume-Uni, dont le dernier est porté par des Warrant Officers qui servaient en tant que Warrant Officers dans les Forces armées, ainsi que par des Regional Warrant Officers et le Commandant Air Cadets Warrant Officer.